# Municipio de Alvarado
El municipio de Alvarado es uno de los 212 municipios del estado mexicano de Veracruz. Su cabecera es la localidad de Alvarado. El municipio pertenece a la Zona metropolitana de Veracruz.

## Geografía
El municipio de Alvarado colinda al norte con el Golfo de México; al este con el municipio de Lerdo de Tejada; al sur con los municipios de Tlacotalpan, Acula y de Ixmatlahuacan; y al oeste con los municipios de Ignacio de la Llave, Tlalixcoyan, Medellín de Bravo y Boca del Río.

## Localidades
El municipio de Alvarado cuenta con 216 localidades.
| Localidad     | Población (2020) |
| ------------- | ---------------- |
| Alvarado      | 20 797           |
| Antón Lizardo | 6 284            |
| Lomas del Sol | 2 177            |

## Gobierno
| Presidente municipal          | Periodo   | Partido | Partido                              |
| ----------------------------- | --------- | ------- | ------------------------------------ |
| Efrén Hernández Vera          | 1955-1958 |         | Partido Revolucionario Institucional |
| Gerardo Hernández Román       | 1961-1964 |         | Partido Revolucionario Institucional |
| Efrén Hernández Vera          | 1964-1967 |         | Partido Revolucionario Institucional |
| Miguel Saba Náder             | 1967-1970 |         | Partido Revolucionario Institucional |
| Manuel Herbeles Fernández     | 1970-1973 |         | Partido Revolucionario Institucional |
| José Antonio Gamboa Rascón    | 1973-1976 |         | Partido Revolucionario Institucional |
| Bernardo Hernández García     | 1976-1979 |         | Partido Revolucionario Institucional |
| Jorge Cobos Delfín            | 1979-1982 |         | Partido Revolucionario Institucional |
| José Luis Zamudio Alavés      | 1982-1985 |         | Partido Revolucionario Institucional |
| Orive García Mora             | 1985-1988 |         | Partido Revolucionario Institucional |
| Jorge V. García Uscanga       | 1988-1991 |         | Partido Revolucionario Institucional |
| José Luis Zamudio Alavés      | 1992-1994 |         | Partido Revolucionario Institucional |
| Renato Israel García Uscanga  | 1995-1997 |         | Partido Revolucionario Institucional |
| Delia Ortiz Arango de Pensado | 1998-2000 |         | Partido Revolucionario Institucional |
| Ángel Miguel Zamudio Trinidad | 2001-2004 |         | Partido Revolucionario Institucional |
| Pedro José Delfín Almeida     | 2005-2007 |         | Partido Acción Nacional              |
| Bogar Ruíz Rosas              | 2008-2010 |         | Partido Acción Nacional              |
| Sara Luz Herrera Cano         | 2011-2013 |         | Partido Revolucionario Institucional |
| Octavio Jaime Ruíz Barroso    | 2014-2017 |         | Partido de la Revolución Democrática |
| Bogar Ruíz Rosas              | 2018-2021 |         | Partido Verde Ecologista de México   |
| Lizzette Álvarez Vera         | 2022-2025 |         | Partido Verde Ecologista de México   |